# Atletica leggera ai Giochi della XXVIII Olimpiade - 100 metri piani maschili

Video della Finale

I 100 metri piani hanno fatto parte del programma di atletica leggera maschile ai Giochi della XXVIII Olimpiade. La competizione si è svolta nei giorni 21 e 22 agosto allo Stadio Olimpico di Atene. Vi hanno preso parte 84 atleti.

## Presenze ed assenze dei campioni in carica
| Competizione         | Atleta             | Prestazione | Atene 2004 |
| -------------------- | ------------------ | ----------- | ---------- |
| Olimpiadi 2000       | Maurice Greene     | 9”87        | Presente   |
| Commonwealth 2002    | Kim Collins        | 9”98        | Presente   |
| Europei 2002         | Francis Obikwelu   | 10”06       | Presente   |
| Coppa del mondo 2002 | Uchenna Emedolu    | 10”06       | Presente   |
| Asiatici 2002        | Jamal Al-Saffar    | 10”24       | Assente    |
| Panamericani 2003    | Michael Frater     | 10”21       | Presente   |
| Africani 2003        | Deji Aliu          | 9”95        | Presente   |
| Mondiali 2003        | Kim Collins        | 10”07       | Presente   |
|                      |                    |             |            |
| Mondiali junior 2000 | Mark Lewis-Francis | 10”12       | Presente   |

1. ↑  Sotto la bandiera della Nigeria.

## La gara
Shawn Crawford e Asafa Powell sono ancora imbattuti nelle finali disputate durante l'anno e partono da favoriti.

Già nei Quarti si registrano tempi sotto i 10" netti. Nella prima serie Francis Obikwelu stabilisce con 9"93 il nuovo record portoghese. Nella seconda, Shawn Crawford vince con 9"89, il miglior tempo mai ottenuto in un Quarto di finale alle Olimpiadi. Il primo degli eliminati è Frank Fredericks (10"17), alla sua ultima olimpiade.

Nella prima semifinale Crawford pensa a controllare gli avversari e vince con 10"07 battendo Gatlin; nella seconda Asafa Powell (9"95) ha la meglio su Francis Obikwelu e Maurice Greene (9"97 per entrambi).

Finale: il miglio tempo di reazione è di Gatlin: 0"188. Durante la gara nessuno cede, nessuno prevale: si ha un arrivo serrato. Vince Gatlin di un solo centesimo su Obikwelu (nuovo record europeo). Al terzo posto, per un centesimo, Maurice Greene, campione uscente.

Per Shawn Crawford e Asafa Powell c'è la consolazione di aver corso il miglior tempo di sempre per il quarto e il quinto piazzamento.  Greene ha stabilito il miglior tempo per il vincitore di un bronzo olimpico.

## Risultati

### Turni eliminatori
| 10 Batterie        | 21 agosto | 84 partenti     | Si qualificano i primi 3 + i 10 migliori tempi. |
| 5 Quarti di finale | 21 agosto | 8 + 8 + 8 +8 +8 | Si qualificano i primi 3 + il miglior tempo.    |
| 2 Semifinali       | 22 agosto | 8 + 8           | Si qualificano i primi 4.                       |
| Finale             | 22 agosto | 8 concorrenti   |                                                 |

### Finale
Stadio olimpico, domenica 22 agosto, ore 23:10.
| Primatista mondiale   | 9"78 | Tim Montgomery | 7° ai Trials |
| Primatista stagionale | 9"88 | Shawn Crawford | Presente     |

1. ↑  Record stabilito nel 2002.
2. ↑  Alla data del 1º agosto 2004.

| Posizione | Atleta           | Nazionalità         | Tempo |
| --------- | ---------------- | ------------------- | ----- |
|           | Justin Gatlin    | Stati Uniti         | 9"85  |
|           | Francis Obikwelu | Portogallo          | 9"86  |
|           | Maurice Greene   | Stati Uniti         | 9"87  |
| 4         | Shawn Crawford   | Stati Uniti         | 9"89  |
| 5         | Asafa Powell     | Giamaica            | 9"94  |
| 6         | Kim Collins      | Saint Kitts e Nevis | 10"00 |
| 7         | Obadele Thompson | Barbados            | 10"10 |
| Ritirato  | Aziz Zakari      | Ghana               |       |